# ウィッチ (キャラクター)
ウィッチ（WITCH）は、コンパイルのコンピューターゲーム『魔導物語』・『ぷよぷよ』シリーズの登場人物である。
初出作品であるMSX2版『魔導物語3』では「ウイッチ」という名前で、序盤のザコ敵として登場していたが、『ぷよぷよ』シリーズなどで人気が出てくるにつれて、独立した一個人として登場するようになった。

## キャラクター設定

### コンパイル時代
半人前の魔法使いで、魔女族の族長の家の出身である。
10月31日生まれの15歳。プライドが高く、普段はお嬢様口調で話す一方、「おいっす！」「だめだこりゃ」「いててだよ〜」などドリフターズを想起させる口癖もある。その筋では有名なホウキ収集家で、家には数種類ものコレクションを有する。宇宙や空に関連した魔法を得意とし、未熟だがそのバリエーションは広い。また、魔法薬の調合に精通している。
長い金髪で、青（『ぷよぷよ』『ぷよぷよ通』などほとんどの作品）もしくは緑（『ぷよぷよ〜ん』）の魔女衣装を着て三角帽を被り、ホウキを持っていることが多い。PC-98版『魔導物語3』では赤い髪色で衣装デザインも大きく異なるウィッチが登場し、杖もしくはモップを持っている。
セガサターン版『魔導物語』と小説『真・魔導物語』に準拠した設定資料集『魔導物語ファンブック イラストレーション&アザーズ』における設定では、ウィッチは一般的な魔導師とは異なる西の大陸出身の魔法使いの一族の末裔であり、彼らは一人前になるまで「ウィッチ」や「ウィザード」と呼ばれ、個人名を持たないとされている。また、同書においては、一人前になった際に保護者や師匠から本来の名前である真名を与えられるが、言葉に「言霊」が宿るという考えから真名を明かすことは避けられており、対外的に名乗るための偽名も同時に与えられている。

### セガ時代
セガ製作の作品群では『ぷよぷよ7』にてモブキャラクターとして登場した後、『ぷよぷよ!! Puyopuyo 20th anniversary』にてプレイアブルキャラクターとして登場した。プライドが高い性格や、ドリフの口調、そして「一人前になるまで個人名を持たない」という点など、おおよその点は旧シリーズと同様である。魔法薬の販売で生計を立ててはいるが、薬の効果が実用性のない変わった物ばかりの為に売れ行きは良くない。加えて、『ぷよぷよクロニクル』では自作の魔法薬を他人で試そうとしているため、同じ世界から来たアルルたちからは警戒されている。また、『ぷよぷよ!! 20th』では祖母の存在が示唆されている。『ぷよぷよパズルポップ』ではメエーナの魔法によって繁盛するが、魔法薬の効果で相手が散々な目にあってしまう。
セガの作品群では、『ぷよぷよ!!』『eスポーツ』『テトリス2』を除き、全て隠しキャラクターとなっている。衣装のデザインは『ぷよぷよ〜ん』をベースに、カラーリングをSS版『魔導物語』以前のものに戻したデザインが採用されているが、『クエスト』に登場するみどりウィッチは、『ぷよぷよ〜ん』とほぼ同じデザインになっている。タイプは「フィーバーで逆転タイプ」である。
テーマ曲である「Darkness of puyopuyo2」は、「魔導の塔で対戦だよぷよぷよ通〜くらやみ」のアレンジにあたる。

## 各作品での活躍
初出はMSX2版『魔導物語3』であり、「ウイッチ」という名前で、序盤のザコ敵として登場していた。
『アルル漫遊記』（DS13号）では清少納言として登場。『魔導物語〜魔導師の塔〜』（DS16号）では重要人物として登場しているほか、彼女の祖母であるウィッシュも登場している。
『セリリのはっぴーばーすでぃ』（DS18号）では魔導学校の生徒と紹介された。
『コメットサマナー』（DS20号）では主人公を務めたほか、夢の中ではダークウィッチと対決している。
『ぷよぷよ』シリーズでは対戦相手としてアルルの前に立ちはだかる。
『ぷよぷよ〜ん』では、GBC版以外のストーリーでは勝利後に仲間になり、特技は「フォーリンサンダー」。GBC版の特技は「カラーコート」。また、『ぷよぷよBOX』では、ごちゃまぜで「よ〜ん」スタイルの敵キャラとして登場するときの特技は「サンダー」であり、また色違いキャラとしてダークウィッチがごちゃまぜの対戦相手（初代ぷよぷよスタイル）として登場している。「ぷよぷよクエスト」では、ハーピーに勝利した後にウィッチと対戦することができ、ウィッチに勝利すると対戦バッジが貰え、以降町の住民や商人との対戦を申し込むことができる。

## ウィッチを演じた声優・俳優
他キャラクターと同様に、コンパイル作品群におけるウィッチの担当声優はタイトルや媒体によってばらつきがあり、プロの声優が声を当てている作品もあれば、コンパイル社員が声を当てている作品もある。
セガ作品では初めての登場となる『ぷよぷよ!!』では佐倉薫が声を当てており、同作が声優デビュー作となる。
「ぷよぷよフェスタ2012」において、佐倉は初仕事ということもあり、かなり緊張したと話しており、シリーズのファンが抱くウィッチのイメージを壊さぬよう、スタッフと相談したと振り返っている。
一方、ダ・ヴィンチとのインタビューでは、演技にあたり、これまでの作品の声をすべて聞いたうえで、良いと思った点を拾いつつも自分らしさをエッセンスとして取り入れたと話している。また、佐倉はおばあちゃん子という一面が自分と共通していたため、反映しやすかったとも話している。
『ぷよぷよテトリス』、『ぷよぷよeスポーツ』および『ぷよぷよテトリス2』の英語版では、ローレン・ランダが演じており、ウィッチ以外にもリデルの声を当てている。

### 声優
- 声：榎本明美 - PCE版『ぷよぷよCD』
- 声：岩男潤子 - 『ぷよぷよ の〜てんSPECIAL』
- 声：吉田古奈美（現・吉田小南美） - PCE版『ぷよぷよCD通』
- 声：野田純子/のだすみ/のだぽん - 『ぷよぷよSUN』、『白熱!ぷよりんぴっく!』、『魔導物語〜魔導師の塔〜』、『わくわくぷよぷよダンジョン』、『魔導RUN』、SS版『魔導物語』、『なぞぷよエディタ』、『みんなでぷよぷよ』、ディスクステーション収録ムービー
- 声：水谷優子 - 『ぷよぷよ〜ん』
- 声：佐倉薫 - 『ぷよぷよ!!』、『ぷよぷよ!!クエスト』、『ぷよぷよテトリス』、『ぷよぷよクロニクル』、『ぷよぷよeスポーツ』、『ぷよぷよテトリス2』
- 声： ローレン・ランダ（英） - 『ぷよぷよテトリス』、『ぷよぷよテトリス2』、『ぷよぷよeスポーツ』

### 俳優
- 演：高山理衣（現・理衣） - SS版『ぷよぷよ通』テレビCM

## 反響

### コンパイル時代における反響
1999年の時点では、コンパイルから自社生産のグッズとしてウィッチのぬいぐるみが発売されていた。
また、ディスクステーション（BOOKタイプ）の収録作によく登場しており、公式ホームページの人気投票ではたびたびトップ20圏内に入っていた。
| 回     | 対象号 | 結果 | 備考                                      | 注     |
| ------ | ------ | ---- | ----------------------------------------- | ------ |
| 第1回  | 7号    | -    | 登場作品なし                              | [ 11 ] |
| 第2回  | 8号    | -    | アンケートはがきの不備により実施できず    | [ 12 ] |
| 第3回  | 9号    | 8位  | 『魔導四五六』にて登場                    | [ 13 ] |
| 第4回  | 10号   | -    | 登場作品なし                              | [ 14 ] |
| 第5回  | 11号   | -    | 登場作品なし                              | [ 15 ] |
| 第6回  | 12号   | 12位 | 『魔導物語 はちゃめちゃ期末試験』にて登場 | [ 16 ] |
| 第7回  | 13号   | 3位  | 『アルル漫遊記』ほかにて登場              | [ 17 ] |
| 第8回  | 14号   | 11位 | 『ルルーの鉄拳春休み』に登場              | [ 18 ] |
| 第9回  | 15号   | -    | 登場作品なし                              | [ 19 ] |
| 第10回 | 16号   | 11位 | 『魔導物語 -魔導師の塔-』にて登場         | [ 20 ] |
| 第11回 | 17号   | 1位  | 『白熱 ! ぷよりんぴっく!』にて登場        | [ 21 ] |
| 第12回 | 18号   | 3位  | 『セリリのはっぴーばーすでぃ』にて登場    | [ 22 ] |
| 第12回 | 19号   | 2位  | 『魔導RUN』に登場                         | [ 23 ] |
| 第13回 | 20号   | 1位  | 『コメットサマナー』にて登場              | [ 24 ] |
| 第14回 | 21号   | 4位  | 『なぞぷよエディタ』にて登場              | [ 25 ] |
| 第15回 | 22号   | 1位  | 『魔導対戦はさむんちょ』にて登場          | [ 26 ] |
| 第16回 | 23号   | 1位  | 『ぷよカード』にて登場                    | [ 27 ] |
| 第17回 | 24号   | 8位  | 『なぞぷよエディタ』にて登場              | [ 28 ] |
| 第18回 | 24号   | 10位 | 『なぞぷよエディタ』にて登場              | [ 29 ] |
| 第19回 | 25号   | 7位  | 『なぞぷよエディタ』にて登場              | [ 30 ] |

### セガ時代における反響
2014年に行われた『ぷよぷよ!!クエスト』1周年記念人気投票では2位にランクインし、翌年に行われた2周年記念人気投票では1位に輝いた。
2021年に『ぷよぷよ!!クエスト』8周年を記念して行われた人気投票において、ウィッチは2位にランクインした。

## 他作品へのゲスト出演
セガのiOS/Android用アプリ『けものフレンズ3』では、ドラコケンタウロスとともにゲスト出演している。